# Timorichthys angustus
Timorichthys angustus — вид ошибнеподібних риб родини Bythitidae. Це морський пелагічний вид, зустрічається у Східно-Китайському морі на глибині до 95 м. Вивчений екземпляр був 5,2 см завдовжки.